# Stahl Jencsik Katalin
Stahl Jencsik Katalin, született Jencsik Katalin (Szatmárnémeti, 1946. július 31. – Szatmárnémeti, 2009. november 26.) világbajnok romániai magyar tőrvívó.

## Pályafutása
1960-ban kezdett el vívni, első edzője Csipler Sándor volt. 1964-ben a szatmárnémeti Unio csapatában országos bajnokságot nyert. Ezt követően a bukaresti Steaua színeiben sportolt. 1967-ben ment férjhez Stahl Istvánhoz, a Friss Újság sportújságírójához. 1972-ben a bukaresti egyetem testnevelés-sport szakán szerzett diplomát. A Steaua csapatával 13-szor volt országos bajnok, és kétszer egyéni bajnoki címet szerzett.
Két egyéni világbajnoki címet szerzett: először ifjúsági világbajnok volt 1965-ben, felnőttként 1975-ben. 1964 és 1980 között öt olimpián vett részt. A román női tőrvívó csapattal kétszer volt olimpiai bronzérmes (1968, 1972), kétszer világbajnoki ezüstérmes (1965, 1970) és ötször világbajnoki bronzérmes (1966, 1967, 1973, 1975, 1977).
Aktív versenyzői pályafutását követően visszaért Szatmárra, és edzőként tevékenykedett. Kitüntették a Sport Érdemes Mestere címmel, és 2006-ban Szamárnémeti díszpolgárává választotta.
Két lánya közül Krisztina szintén vívó.